# I Should Have Known Better (Jim Diamond)
I Should Have Known Better is een single van Jim Diamond uit 1984 van zijn soloalbum Double Crossed.

## Hitnotering

### Nederlandse Top 40
| Positie: | 37 | 26 | 15 | 9 | 6 | 3 | 2 | 2 | 5 | 6 | 9 | 14 | 22 | uit |

### NederlandseMega top 50
| Positie: | 30 | 16 | 7 | 8 | 7 | 9 | 8 | 13 | 15 | 13 | 10 | 17 | 25 | 37 | 45 | uit |

### NPO Radio 2 Top 2000
| Nummer met noteringen in de NPO Radio 2 Top 2000 | '99  | '00  | '01  |
| ------------------------------------------------ | ---- | ---- | ---- |
| I Should Have Known Better                       | 1616 | 1609 | 1986 |

1. ↑  Een vetgedrukt getal geeft de hoogste notering aan.
2. ↑  Deze tabel is bijgewerkt tot en met de laatste editie (2024).